# Кастелфидардо
Кастелфидардо (на италиански: Castelfidardo) e град и община в регион Марке, провинция Анкона в Италия.

## Демография
Нарастване на населението:

## География
Намира се на 212 м височина, на река Аспио, на 22 км от Анкона и на 8 км от морския бряг на Riviera del Cònero. Има 18 644 жители (1 януари 2009).

## История
На 18 септември 1860 г. до града се провежда Битката при Кастелфидардо между италианската войска с генерал Enrico Cialdini и войската на папските генерали De Pimodan и Louis Juchault de Lamoricière

## Икономика
Градът е известен с производството на акордеони.